# Cowboys & Aliens (Comic)
Cowboys & Aliens ist eine Graphic Novel aus dem Jahr 2006. Die grundlegende Idee stammte von Scott Mitchell Rosenberg. Die Geschichte wurde von Fred Van Lente und Andrew Foley geschrieben sowie von Dennis Calero und Luciano Lima illustriert. Die Graphic Novel diente als literarische Vorlage für den Film Cowboys & Aliens, der 2011 in die Kinos kam.

## Handlung
Im Jahr 1873 wurden die beiden Revolverhelden Zeke Jackson und Verity Jones von einer Reihe Siedler engagiert, um sie auf ihrem Weg in ihre neue Heimat vor allen erdenklichen Gefahren zu schützen. Und so werden sie auch bald gebraucht, als sie von einigen feindlich gesinnten Indianern angegriffen werden. Die Situation scheint ausweglos, als plötzlich ein außerirdisches Raumschiff in der Nähe abstürzt, was die meisten Indianer vertreibt. Die Aliens sind gekommen, um die Erde zu erobern. Angeführt von Rado Dar entledigen sie sich ihres Raumschiffes, metzeln ein Fort nieder und beginnen damit, eine Kommunikationsanlage zu installieren, um weitere Invasionsschiffe anzulocken.
Als die Siedler anschließend in ihrer Stadt Silver City ankommen, werden sie von den Aliens auf ihren fliegenden, motorradähnlichen, Fahrzeugen entweder getötet oder aus der Stadt gejagt. Dabei geraten sie an der Schlucht in einen Hinterhalt des Apachen-Häuptlings Medicine Crow und seines wichtigsten Kriegers Warhawk, der allerdings nicht die Vertriebenen, sondern die Aliens töten lässt. Nachdem die Geretteten ins Indianerdorf gebracht werden, beschließt man, die Kräfte zu bündeln und gegen den gemeinsamen Feind vorzugehen. Und dabei sind ihnen auch die Waffen und Werkzeuge hilfreich, die sie von den Aliens erbeutet haben. So hat Zeke eine Mikrowellen emittierende Pistole erbeutet, Verity fand eine Energiepeitsche und Warhawk eine High-Tech-Röntgen-Brille. Ebenfalls wurde das Metall der fliegenden Gefährte der Aliens zweckentfremdet und Sprengstoff, der für explodierende Pfeile benutzt wird, wurde erbeutet.
Unverhofft erhalten sie auch Hilfe von Rado Dars Wissenschaftsoffizier, der Sklavin Ra Chak Kai. Diese hat sich weggeschlichen, um sich den Menschen anzuschließen, da sie verhindern will, dass auch die menschliche Spezies von den Aliens versklavt wird. Sie offenbart ihnen auch, dass sie nur bis Sonnenaufgang Zeit hätten, Rado Dar aufzuhalten, da es sonst zu spät sei und dieser Verstärkung rufen könnte. Also wird ein Plan geschmiedet, wie man nachts nach Silver City kommt. Doch sie werden alle von den Aliens gefasst und sollen am nächsten Morgen hingerichtet werden. Kurz bevor die Hinrichtung stattfindet, soll die Kommunikationsanlage mit den anderen Aliens Kontakt aufnehmen. Doch zu beidem kommt es nicht mehr, da die restlichen Indianer auf ihren fliegenden Pferden, die dies nur mit den Alien-Metall beschlagenen Hufen können, angegriffen und getötet werden. Nachdem auch Rado Dar getötet wird, ist ein großes Fest der Freude über den Sieg angesagt. Anschließend zieht sich Ra Chak Kai zurück und verwandelt sich in ihre ursprüngliche Form zurück, nimmt Kontakt mit ihrer Flotte auf und vermittelt, dass ein erster Aufstand gegen die Kriegerkaste gelungen sei.

## Kritik
Auf bluecorncomics.com fand Robert Schmidt, dass die Geschichte durch einen wunderbaren Vergleich zwischen den europäischen Invasoren und den außerirdischen Invasoren als „netter Prolog“ eingeleitet wird. Allerdings wunderte er sich, dass dieser Teilaspekt nicht mehr in der Geschichte vorkam und die Indianer den schlimmsten Klischees entsprächen. Nichts davon sei historisch fundiert, weswegen er sich wunderte, dass die ersten Gerüchte um die Verfilmung lauteten, dass dieser weniger historisch fundiert sei als der Comic, weswegen er zum Schluss kam, dass „Hundert Mal Null immer noch null sei“.
Auch die erfahrene Comic-Kritikerin Johanna Draper Carlson befand sich auf comicsworthreading.com, dass der Prolog gegenüber der Geschichte lächerlich wirke, da er einfach nicht mehr aufgegriffen werde. Und sie kritisierte auch die „zweidimensionalen Figuren […], die keine Charakterentwicklung durchlaufen“ und die „abrupte Handlung“. Allerdings lobte sie die „kompetente Zeichnung“, die selten von ihrem hohen Niveau abweicht.

## Produktionshintergrund
Das Projekt Cowboys & Aliens war ursprünglich eine Idee von Scott Mitchell Rosenberg, der die Verfilmungsrechte 1997 an Universal Studios und DreamWorks verkaufen konnte. Rosenberg war damals noch Präsident von Malibu Comics und gründete anschließend Platinum Studios, um die Verfilmungsrechte der Malibu Comics besser vermarkten zu können. Anschließend wurde Steve Oedekerk engagiert, um das Script für den Film zu schreiben und die Regie zu übernehmen. Doch Oedekerk verließ das Projekt bereits 1998 wieder. So geriet das Projekt ins Stocken und die Verfilmungsrechte fielen an Rosenberg zurück, der erst 2004 mit Columbia Pictures einen Abnehmer dafür fand. Doch Columbia kam bei dem angedachten Film nie über das Entwicklungsstadium hinaus. Nachdem Rosenberg die Geschichte anschließend im Dezember 2006 als Graphic Novel veröffentlichte, fanden sich erneut Universal und DreamWorks zusammen, um die Filmrechte zu kaufen. Unter der Regie von Jon Favreau kam der Film Cowboys & Aliens am 29. Juli 2011 in die US-Kinos.